# Segundo entrenador
El segundo entrenador o ayudante de campo es el ayudante más próximo al entrenador en los deportes de equipos. Frecuente al ayudante del entrenador suele ser un entrenador con menor experiencia y más joven, por lo que se le considera de igual forma entrenador, con menos responsabilidad que el primero, pero con funciones de entrenador. Aunque no siempre, que tiene la intención de ser primer entrenador en un futuro.
Frecuentemente debe asumir las responsabilidades del primer técnico, en los entrenamientos o en los partidos, cuando este último no puede asumir sus funciones debido a una sanción o alguna imposibilidad de algún tipo. Cuando cesan al primer entrenador, en muchas ocasiones el segundo entrenador es quien asume las funciones del anterior ya sea de modo temporal o más prolongado, según crea conveniente la directiva del club en función de los resultados.

## Tareas especiales
Entre los preparadores físicos y ayudantes del entrenador, para que el entrenador se centre en sus tareas. Existen unos entrenadores auxiliares que también forman parte del cuerpo técnico y que llevan a cabo tareas específicas. Un especialista habitual tanto en Europa como en Norteamérica, desde hace mucho tiempo que existe en el fútbol, el balonmano y el hockey, es el entrenador de portero.
- Datos: Q11703711